# Ditmarsium
Das Ditmarsium ist ein Heimatmuseum in Burg, Kreis Dithmarschen. Es umfasst die Themen Landapotheke, Handwerk und Gewerbe sowie Schifffahrt.

## Geschichte
1992 kaufte die Gemeinde Burg das Gebäude, in dem sich von 1845 bis 1989 eine Sattlerei (letzter Inhaber: F.C. Bernhardt, Sattler und Tapezierer) befand. Geplant war die Einrichtung eines Heimatmuseums, um die Sattlerei zu erhalten und interessierten Besuchern weitere lokale Handwerke nahezubringen. Zu diesem Zweck wurde ein Förderverein gegründet, der in 9 Jahren das Gebäude sanierte und in weiteren 2 Jahren das Museum aufbaute, das im Mai 2003 eröffnet wurde. Es wird von ehrenamtlichen Mitgliedern des Fördervereins betrieben, die den Besuchern individuelle Führungen anbieten.
In den Jahren 2015 bis 2022 wurde das Museum im Rahmen eines 7-jährigen Förderprojekts mit externer Beratung umgestaltet und erweitert; die Wiedereröffnung fand am 13. Mai 2022 statt.
Die interaktive Gestaltung wird nun durch Videos, LED-beleuchtete Taster („Aktiv-Points“) sowie Erklärungen auf Tablets und Kindertablets unterstützt; eine Bewegung durch die Räume wird damit grundsätzlich auch ohne Führung ermöglicht.

## Ausstellung
Das Heimatmuseum ist als gemischtes Museum gestaltet, das verschiedene Aspekte des Lebens in Dithmarschen beleuchtet:

### Obergeschoss
- Kernstück ist die Alte Landapotheke Burg am Marktplatz, die laut der ausgestellten Urkunde nach einem Privilegium entstand, das der designierte dänische König Christian VIII. dem Rendsburger Apotheker Friedrich Cropp im Jahre 1839 verlieh. Letzter Inhaber war 1976 bis 2010 der Apotheker Peter Sommer. Er stieß in den frühen 1980er Jahren auf einige historische Apothekerutensilien u. a. aus dem ausgelagerten Bestand seines Vaters, begann eine Sammlung zu erstellen und hatte so bald eine fast komplette Apothekenausstattung aus der Gründerzeit zusammengetragen. Im Mai 2003 konnte er seine Bestände mit der Eröffnung des Museums der Öffentlichkeit zugänglich machen; der größte Teil der oberen Etage des Gebäudes wird durch die wiederaufgebaute Apotheke ausgefüllt.
- Neben der Landapotheke ist eine Zahnarztpraxis aus den 1920er Jahren zu sehen, die aus dem Nachlass des Zahnarztes Dr. Bruno Deppe aus Burg stammt (in Betrieb 1927–1977). Diese enthält unter anderem einen mechanischen, per Fuß betriebenen Bohrer sowie ein historisches Röntgen-Gerät (mit charakteristischem Geräusch).
- Die Uhrmacherwerkstatt von H.N. Nagel stammt von 1888.
- Ein Friseurladen aus Hochdonn (letzte Inhaber Familie Dorn) bestand bis 1956.

### Erdgeschoss
- Die Sattlerei der Familie Bernhardt ist in unverändert an Ort und Stelle in dem Zustand erhalten, wie sie der letzte Inhaber nach 4 Generationen Sattlerhandwerk hinterlassen hat. Dort steht auch ein historischer Kachelofen.
- Ein Kolonialwarenladen der Familie Pauls (1927–1995 in der Buchholzer Straße) war eine Filiale des Hamburger Kaffeelagers Thams & Garfs und zeigt ein typisches Warensortiment dieser Zeit mit historischen Küchenwaagen, Kaffeemühle und Vorratsgefäßen.
- Eine Muster-Schumacherwerkstatt erläutert das traditionelle Handwerk mit der Schusterkugel.
- Der Bereich Schifffahrt wurde im Rahmen des Förderprojekts 2015 bis 2020 vollkommen neu gestaltet. In Vitrinen mit Schiffsmodellen wird alles zur Torfschifffahrt über die Küstenschifffahrt bis zur weltweiten Container-Schifffahrt ausgestellt, was für die Burger Schifffahrt einst von Bedeutung war. Anhand interaktiver Karten und einem Videofilm werden die Schifffahrtswege nachvollziehbar gemacht. Eine Kapitäns-Kajüte ist nachgebaut.
- Nebenan befindet sich ein kleines Museumscafé als Themencafé „Schifffahrt vom Einbaum zum Container-Schiff“.

Vor dem Museum ist ein Apothekengarten in Ergänzung zur Alten Landapotheke Burg angelegt.

## Bilder

Bilder aus der Ausstellung
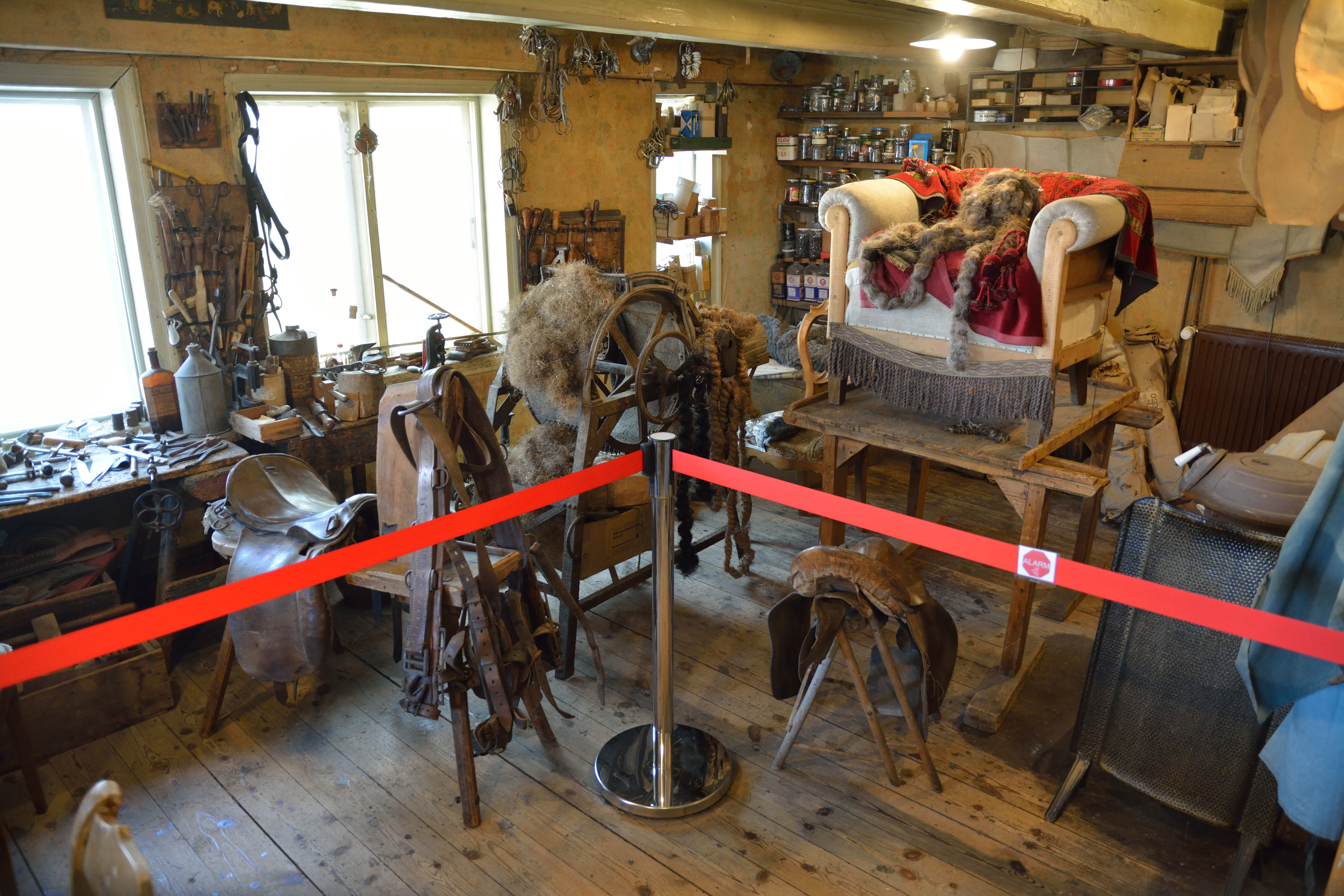
Die Sattlerei
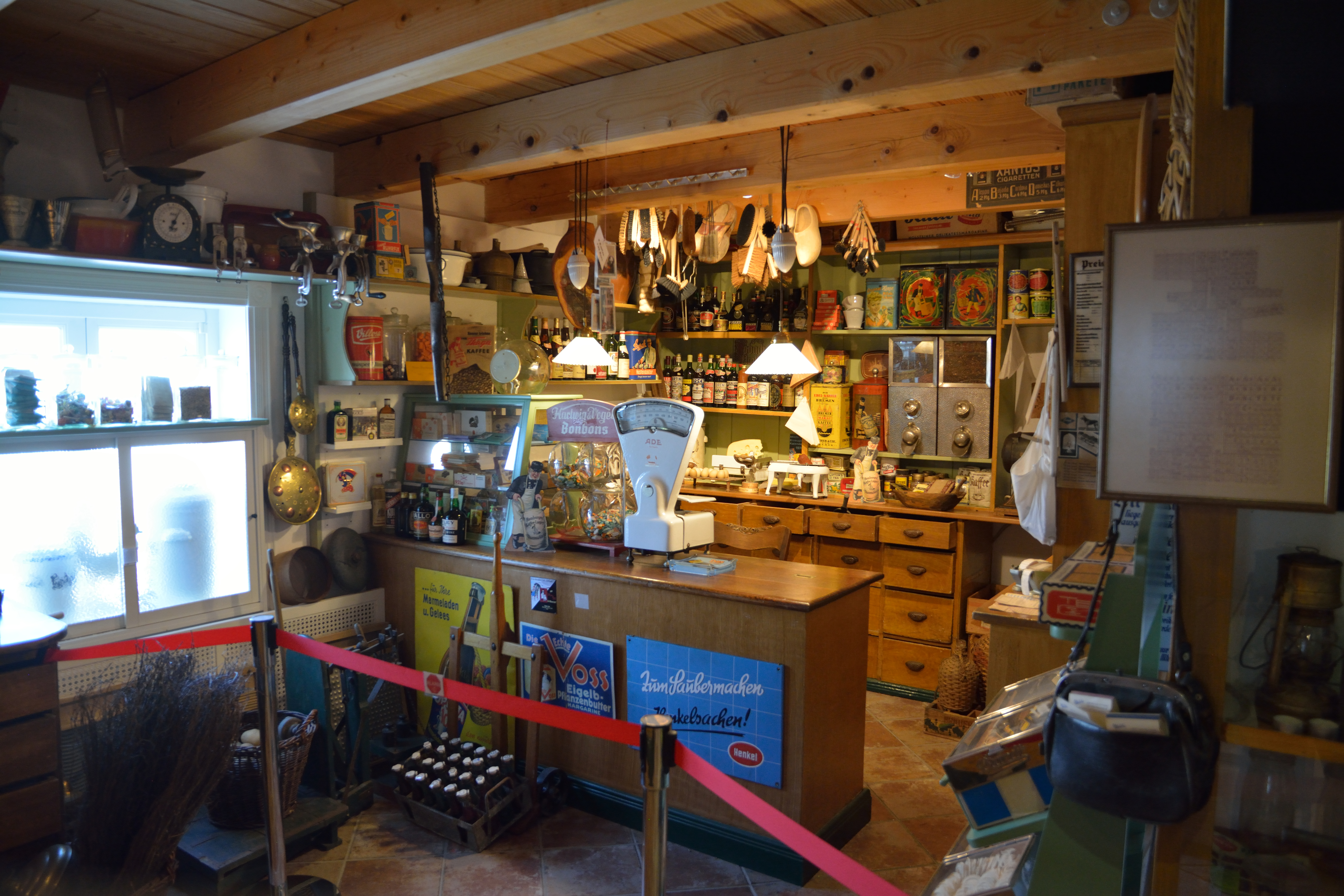
Der Kolonialwarenladen
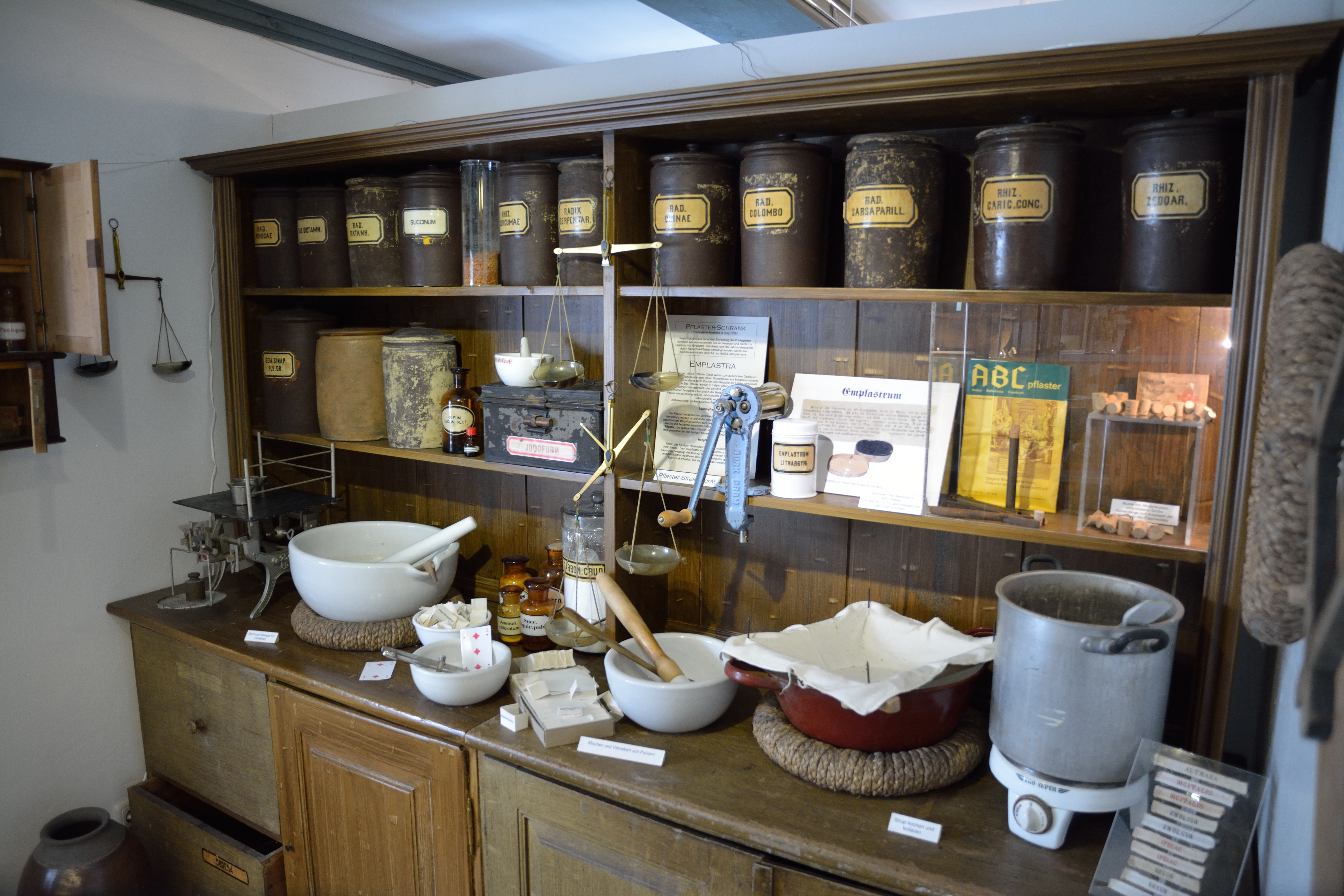
Die Apotheke
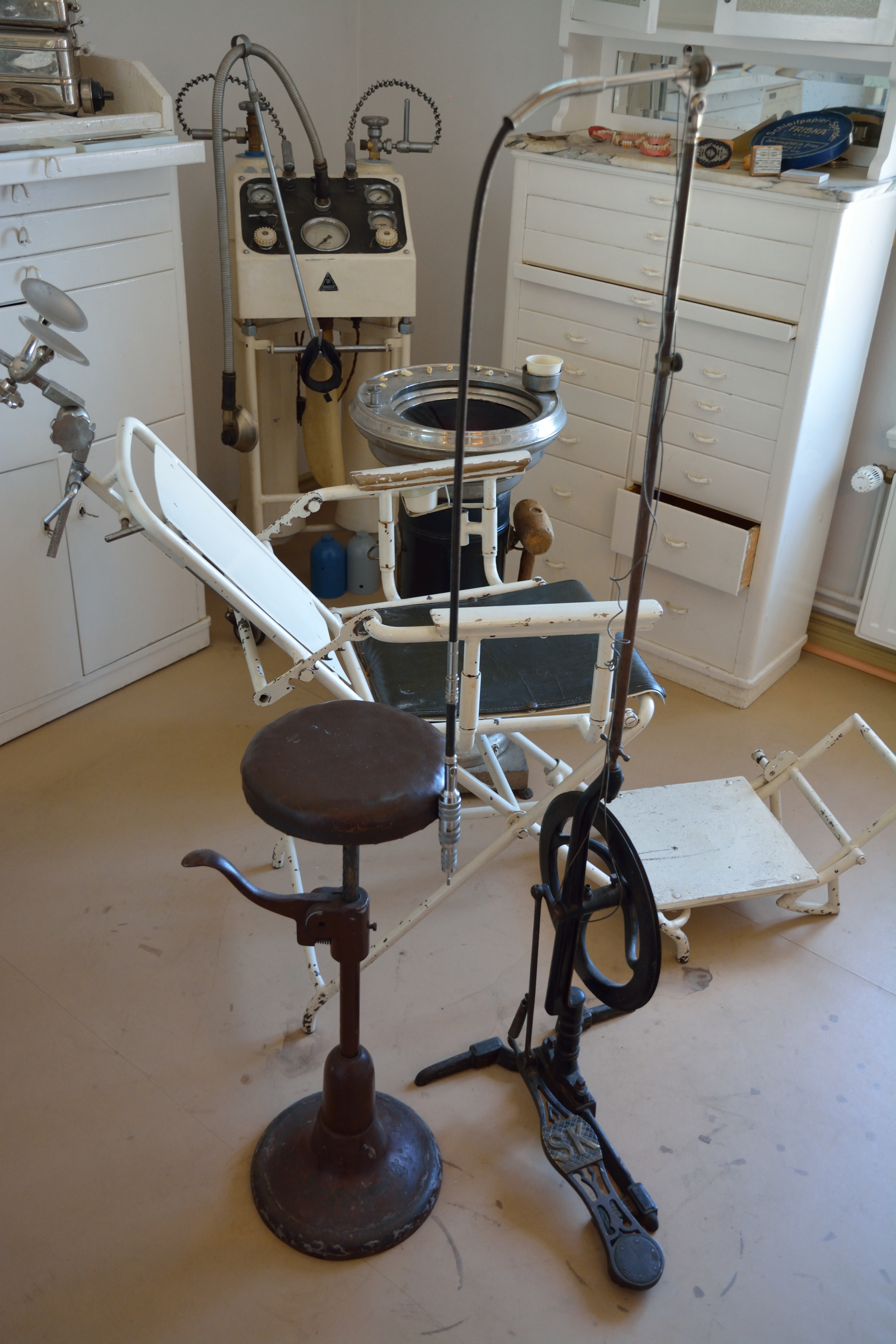
Die Zahnarztpraxis
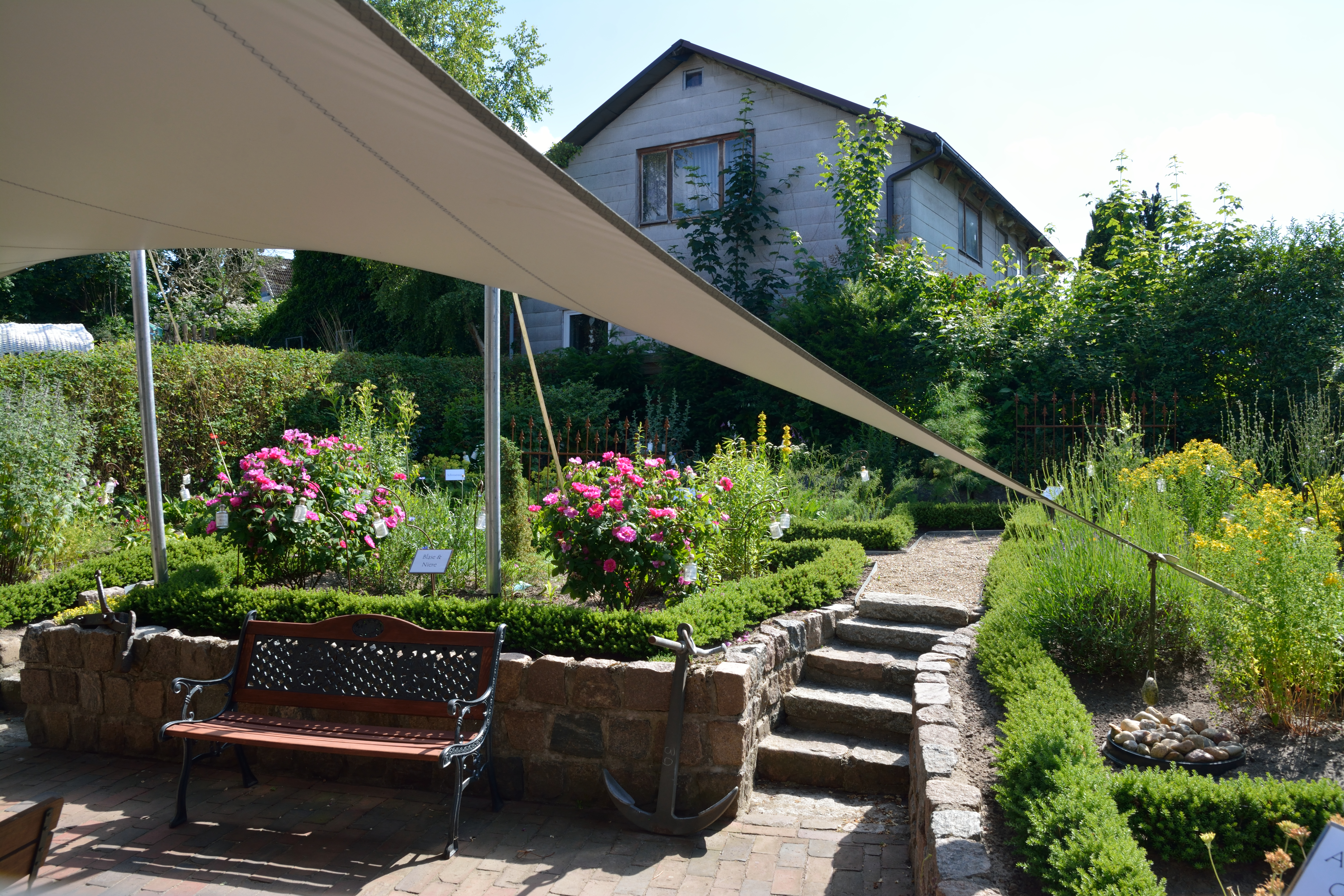
Der Apothekergarten